# Amomum putrescens
Amomum putrescens är en enhjärtbladig växtart som beskrevs av Ding Fang. Amomum putrescens ingår i släktet Amomum och familjen Zingiberaceae. Inga underarter finns listade i Catalogue of Life.